# Мусульманка (журнал)
«Мусульманка» — первый в истории современной России исламский женский глянцевый журнал. Выпускается с 2009 г. при поддержке Совета муфтиев России, Фонда исследований исламской культуры, Фонда поддержки исламской культуры, науки и образования, и МРО мусульман района Чертаново города Москвы. География распространения журнала включает в себя такие города, как Москва, Казань, Санкт-Петербург, Саратов, Уфа, Набережные Челны, Астрахань, Нижний Новгород, Дагестан, Карачаево-Черкесия, Нальчик, Самара, Владикавказ. Тираж — 5000 экземпляров. Редколлегией «Мусульманки» также создан сайт www.musulmanka.ru, контент которого отличается от содержания печатных номеров журнала.
Первым главным редактором исламского женского журнала «Мусульманка» была Эльвира Низамиева. В дальнейшем главным редактором стал Анар Рамазанов, после чего его сменила Гюльнар Джемаль, жена российского исламского философа Гейдара Джемаля.

## Редакционная политика и концепция
С течением времени концепция журнала постоянно менялась. Вначале «Мусульманка» была аполитичным изданием, а статьи предназначались женщинам, полностью посвятившим себя семье. В них затрагивались такие темы, как вышивание, мыловарение, валяние из шерсти, беременность и роды, воспитание детей, способы повязывания хиджаба, медицина и здоровье, красота и средства ухода за внешностью, тонкости семейной жизни и отношений с мужем, халяльный досуг.
Однако опросы показали неудовлетворённость аудитории подобным наполнением журнала. Поэтому концепция журнала была переосмыслена: были добавлены рубрики «Образование и карьера», «Мужской взгляд». Гостями рубрики «Мужской взгляд» были такие известные деятели и эксперты, как Шамиль Султанов, Гейдар Джемаль, Максим Шевченко, Ренат Беккин, Абдулла Ринат Мухаметов и др. Героиня новой рубрики «Гость номера» попадала на обложку журнала.
Однако критика журнала касательно дизайна и способа подачи материала привела к тому, что 10-й номер журнала был выпущен с дизайном в духе минимализма, была полностью изменена рубрикация: к разделу «Наше женское» (темы раздела: семья, здоровье, красота и воспитание детей были добавлены разделы «Мировоззрение» и «Общество».
В журнале стали освещаться актуальные проблемы социума и мировой политики, например, тема Палестины, благотворительности, межнациональных отношений и межнационального брака. Стало уделяться внимание положению мусульманок в разных странах исламского мира. Журнал концентрируется на позитивных примерах.

## Героини
В журнале «Мусульманка» создан раздел «Личности», в котором рассказывается о современных мусульманках: их образе жизни, устремлениях, убеждениях, достижениях. Основной принцип раздела: героиня должна быть не номинальной, а именно соблюдающей мусульманкой — носящей хиджаб, совершающей намаз, держащей пост в месяц Рамадан и избегающей запретного (харам).
Важной задачей журнала является развенчание стереотипов, сложившихся в отношении мусульманских женщин: опровержение мнения принадлежности мусульманок, соблюдающий предписания Шариата, для немусульманского общества или их склонности к терроризму. Опровергается и иной стереотип, согласно которому женщина в исламе порабощена мужем, угнетена, ограничена в правах, обладает низким уровнем образования и интеллекта. Поэтому в журнале часто затрагивается тема правового статуса женщины в исламе, привилегий и гарантий, данных женщине Шариатом, защищённости женщины в исламе, её права на образование и работу. Так, героинями журнала «Мусульманка» стали телеведущая Динара Садретдинова, учредитель благотворительного фонда в Кении Аиша Вангари, дизайнер женской одежды Эльвира Акчурина, экономист-международник и инвестиционный аналитик Зарина Саидова, президент благотворительного фонда «Солидарность» Лилия Мухамедьярова, писательница Екатерина Сорокоумова (Карима Умм Иклиль), телеведущая Сюмбель Валиди, экономист Гульнара Нуруллина, основатель оздоровительного центра «Дуниа» Кадрия Айсина, модельер Джамиля Кобякова, дизайнер, журналист и бизнес-леди Ксения Сафиуллина, волонтёр благотворительного фонда «Солидарность» Ирана Сабирова, главный редактор британского глянцевого журнала для мусульман Emel Сара Джозеф и т. д. Чаще всего героинями журнала «Мусульманка» становятся женщины из России, но предпочтения какой-либо нации не отдаётся: героинями журнала могут быть татарки, башкирки, представительницы народов Северного Кавказа, новообратившиеся славянки и др. В журнале «Мусульманка» одно время была рубрика «Путь в Ислам» с историей русских девушек, принявших ислам.
Кроме того, журнал «Мусульманка» освещает жизненный путь выдающихся женщин ислама, являвшихся членами семьи пророка Мухаммада или его сподвижницами, или же прославившимися в истории в дальнейшем: большие статьи были посвящены Хадидже, Фатиме Захре, сейиде Зайнаб бинт Али, Рабии аль-Адавийи и многим другим знаменитым мусульманкам.